# Isabeau d'Albret
Isabeau d'Albret (1512-ap. 1560) est une des filles de Jean III de Navarre et Catherine de Navarre. Elle est la grand-tante d'Henri IV.

## Biographie
Elle épouse le 16 août 1534, René Ier, vicomte de Rohan. 
En mai 1554, elle est l'une des marraines qui porte le futur roi Henri IV sur les fonts baptismaux. Les autres parrains et marraine de l'enfant royal étant le roi Henri II de Navarre, son frère ; le roi de France Henri II et l'épouse de ce dernier, la reine Catherine de Médicis.
Elle rencontre l'amiral de Coligny en 1556 et se trouve en Béarn quand, en 1557, Jeanne d'Albret, sa nièce, y introduit le protestantisme. Bien que très attirée elle aussi par la Réforme, ce n'est que six ans après la mort de son époux, en 1558, qu'elle se convertit et introduit le protestantisme dans son château de Blain où s'organise la première église protestante bretonne. Elle y reçoit le pasteur Dandelot, qui prêche la religion réformée de Nantes. Ensemble avec les pasteurs Fleurer et Loiseleur de Villiers, il prononce le premier prêche calviniste. 
Isabeau reçoit du roi, en 1560, la liberté de conscience pour elle et pour toute sa Maison.

## Descendance
- Henri Ier de Rohan (1535-1575), vicomte de Rohan, épouse le 15 février 1566 Françoise de Tournemine
- Françoise de Rohan (1540-1591)
- Jean de Rohan (1541-1574), seigneur de Frontenay, épouse le 29 septembre 1561 à Argenteuil Diane de Barbançon
- René II de Rohan (1550-1586), vicomte de Rohan, épouse le 15 août 1575 Catherine de Parthenay
- Louis de Rohan, seigneur de Gié